# 賽普里斯蘭丁 (北卡羅萊納州)
賽普里斯蘭丁（英語：Cypress Landing）是位於美國北卡羅萊納州博福特縣的普查規定居民點。

## 人口
根據2020年美國人口普查的數據，賽普里斯蘭丁的面積為6.97平方千米，當中陸地面積為6.10平方千米，而水域面積為0.87平方千米。當地共有人口1257人，而人口密度為每平方千米180.34人。